# Denser See
Der Denser See ist ein Stillgewässer im Landkreis Hersfeld-Rotenburg im Nordosten Hessens. Es ist eine wassergefüllte Doline, die als tiefer Kessel mit steilabfallenden Felswänden durch die Auswaschungen der im Untergrund liegenden wasserlöslichen Salz- und Gipsschichten des Zechsteins entstanden ist. In die Hohlräume sackten die darüber liegenden Gesteine ein und der Erdeinbruch füllte sich im Laufe der Zeit mit Wasser. Dolinen oder Erdfälle, die auch Kauten oder Kutten genannt werden, sind in dieser Region häufig zu finden.
Nach den Informationen einer Schautafel des Geo-Naturparks Frau-Holle-Land und der Gemeinde Nentershausen am Nordufer variiert die Länge des Sees, der weder einen oberirdischen Zu- noch einen Abfluss hat, zwischen 80 und 140 Metern und die Breite zwischen 50 und 80 Metern. Die Tiefe schwankt zwischen 2 und 17 Metern. Der Wasserstand soll einmal so niedrig gewesen sein, dass das verbliebene Wasser mit einem Scheunentor abgedeckt werden konnte und auch schon so hoch, dass der See zur Straße hin überlief.

## Lage
Der See befindet sich östlich der Hauptstraße in Dens, einem Ortsteil der Gemeinde Nentershausen im Landkreis Hersfeld-Rotenburg. Dens liegt im südlichen Teil des Geo-Naturparks Frau-Holle-Land und am westlichen Rand des Richelsdorfer Gebirges, einer durch den Bergbau geprägten, hügeligen Kulturlandschaft im Nordosten Hessens. In der naturräumlichen Gliederung Deutschlands des Instituts für Landeskunde Bad Godesberg wird der Bereich um den See dem Sontraer Land (357.31) zugeordnet, das östlich und südlich in den Solztrottenwald (357.21) übergeht. Sie sind Teileinheiten des Fulda-Werra-Berglands (357) in der Haupteinheitengruppe des Osthessischen Berglands.

## Der rote See
Eine Besonderheit des Sees ist eine unregelmäßig, meist in Abständen von mehreren Jahren auftretende Rotfärbung des Wassers. Die älteste Kunde über den roten See stammt von Friedrich Lucae (* 1644; † 1708), einem Oberpfarrer, der um 1700 in Rotenburg an der Fulda tätig war. Er berichtete von Verfärbungen in den Jahren 1604, 1605 und 1620. Auch die Pfarrer von Dens, die das Ereignis beobachteten, vermerkten es in den Chroniken der Jahre von 1769 bis 1928. Die letzte bekannte Färbung zeigte sich zu Pfingsten 2010.
Die zeitweise auftretende rote Färbung des Wassers und der wechselnde Wasserspiegel veranlasste die Menschen in früheren Zeiten zu allerlei Deutungen. Nach altem Volksglauben war der Verursacher ein aus einem siegreichen Krieg heimkehrender Reiter, der mitsamt seinem Pferd von den Uferfelsen hinabstürzte, im See ertrank und das Wasser mit seinem Blut rot färbte. Und immer, wenn sich der See blutrot färbte, wurde es als ein Gotteszeichen gedeutet, dass nun Krieg und damit Elend drohen. Als einmal aus Übermut junge Männer aus dem Dorf mit ihrem Ackergerät die Tiefe des Sees messen wollten, verkündete ihnen eine geheimnisvolle Schrift, dass bei einem nochmaligen Versuch der ganze Ort in dem See untergehen würde.

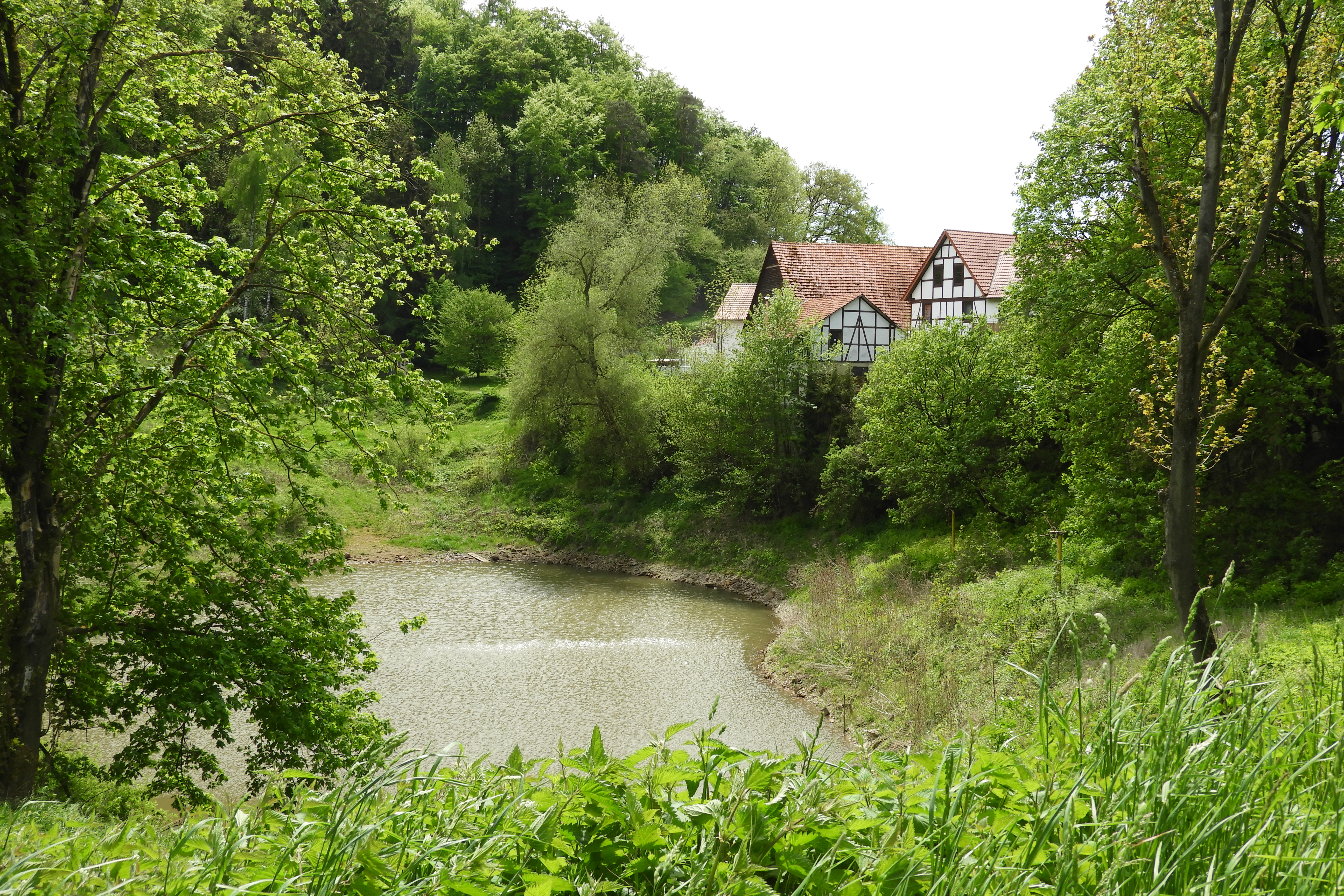
Der See von Norden

Auch die Brüder Grimm nahmen eine Sage um den „merkwürdigen Teich“, dessen „Tiefe unergründlich“ ist und dessen Wasser „weder Geruch noch Geschmack“ hat, in ihre Sammlung auf:
Zur Kirmes kamen zwei fremde wunderschöne Jungfrauen, die mit den Leuten feierten und tanzten. Punkt Mitternacht waren sie verschwunden, aber am nächsten Tag wieder da. Ein Tänzer nahm einer der beiden die Handschuhe weg. Gegen Mitternacht wollten sie gehen und suchten die Handschuhe, die sie nirgends finden konnten. Als die Glocke „Zwölfe schlug, liefen sie beide in großer Angst fort, gerade nach dem See und stürzten sich hinein. Am andern Tage war der See blutroth und wird es noch immer in jedem Jahre an diesem Tag.“
Als Auslöser der roten Farbe hatte der Hydrogeograph Wilhelm Halbfaß (* 1856; † 1938) Daphnien festgestellt, die wegen ihrer geringen Größe, zwischen einem und fünf Millimetern, und ihrer hüpfenden Fortbewegung im Wasser auch „Wasserflöhe“ genannt werden. Die kleinen, rötlich schimmernden Lebewesen besiedeln die tieferen Bereiche und steigen in den Herbst- und Wintermonaten auf, um ihre Lichtbedürfnisse zu stillen. Herrschte ein strenger Winter, so starben sie und die ungezählten auf der Oberfläche treibenden Daphnienleichen bildeten eine rote Schicht.
Auch eine Häufung abgestorbener Kieselalgen, mit synonymen Namen Diatomeen, könnte die Rotfärbung verursacht haben oder möglicherweise die durch die unterseeischen Quellwasser aus den Kupfer- und Kobaltlagern des Richelsdorfer Gebirges herbeigeführten Materialien.

## Schwimm- und Seefeste

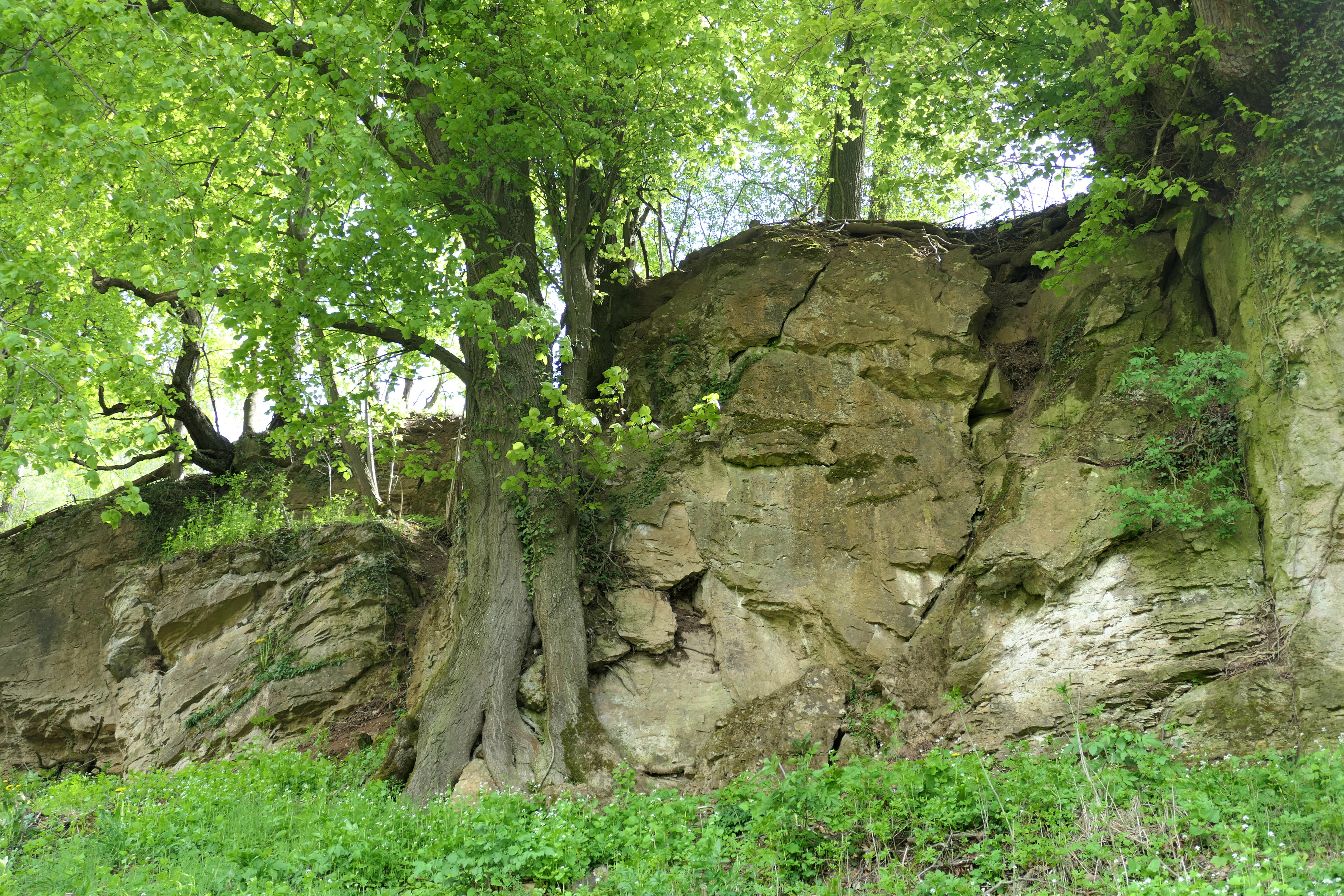
Dolomitbänke oberhalb des Sees

Das Gewässer erschien den Einheimischen früher geheimnisvoll und rätselhaft. Die Bewohner dichteten dem See allerlei Gefahren an, die von ihm ausgingen, und hielten sein Wasser für schädlich. In Dens gab es bis 1926, wie es in der damals von der Schule geführten Chronik geschrieben wurde, keinen Schuljungen, der schwimmen konnte. Das änderte sich Mitte der 1920er Jahre mit der Aufklärungsarbeit der örtlichen Schullehrer zur Überwindung der Vorurteile. „Im Laufe des Jahres 1926 gelang es, durch fleißige Trockenschwimmübungen und gezielten Schwimmunterricht fünf Knaben das Schwimmen zu lehren und die übrigen von der Wasserscheu zu befreien.“ Mit dem zunehmenden Interesse am Schwimmenlernen entstanden mit einem Planschbecken für die kleineren Kinder, einem abgegrenzten Nichtschwimmerbereich und einem Sprungbrett die ersten Vorrichtungen für einen Badebetrieb. Der Bau eines „Badehäuschens“ erleichterte das Aus- und Ankleiden, das bis dahin meist hinter den Büschen und Bäumen geschah. Als die Aktivitäten am See eine immer stärkere Beachtung in der Öffentlichkeit fanden, veranstaltete die Schule am Ende der Badezeit 1928 ein Schwimmfest, an dem auch Erwachsene aus den umliegenden Orten teilnahmen.
Ende des Jahres 1929 begann der Wasserspiegel stark zu sinken. Es wurde vermutet, dass durch die Entwässerung der nahegelegenen Grube Münden das Wasser nach dorthin abfließe und der See dadurch bedroht werde, was aber die Grubenleitung dementierte. In den folgenden Jahren kam das Absinken zum Stillstand und der See erreichte seine alte Größe, so dass erneut darin geschwommen wurde und die inzwischen weithin bekannten Turn- und Seefeste wieder gefeiert werden konnten. Die letzte dieser Veranstaltungen, zu der bei gutem Wetter nicht selten um die tausend Besucher gekommen sein sollen, war vor dem Zweiten Weltkrieg, im Juni 1939.
In der Mitte der 1950er Jahre füllte sich der See, der in der Nachkriegszeit immer kleiner und unansehnlicher geworden war, wieder mit Wasser. Ob dieses Geschehen mit der Einstellung des Kupferschieferbergbaus, nach dem Wassereinbruch im Reichenbergschacht bei Dens, im Zusammenhang stand oder die niederschlagsreichen Jahre die unterirdischen Zuflüsse wieder sprudeln ließen, ist nicht untersucht worden. Als der See sich seinem gewohnten Umfang näherte, hoffte man in dem kleinen Ort mit rund 200 Einwohnern an den Wassersport und die Seefeste der Vorkriegsjahre anknüpfen zu können, zumal immer mehr Schwimmer, angesichts der zunehmenden Verschmutzung der Flüsse, den See für ein geeignetes Gewässer hielten. Das änderte sich in den 1960er Jahren mit dem Bau von Freibädern in den umliegenden Orten Rotenburg, Sontra und Nentershausen. Mit der abnehmenden Zahl der Besucher sahen die Akteure keine Basis mehr für einen geordneten und überwachten Badebetrieb. Dafür wuchsen verstärkt Bestrebungen, das alte Seefest wieder aufleben zu lassen. Mit einem Lichterfest im Juli 1977 gelang der Neustart und in den folgenden Jahren gab es weitere Lichterfeste, die durch immer neue Programmpunkte erfolgreich waren.

## Wasser
Eine weitere Eigenart des Denser Sees soll der starke Chlorgehalt seines Wassers sein. Er lässt die Wasserpflanzen nur spärlich wachsen und die Ufer, die das Wasser überspült, vegetationslos bleiben. Auch Fische gab und gibt es im See nicht.
Weil das Gewässer eine für Karstseen typische Geomorphologie und Wasserstandsschwankungen aufweist, ist es zwischen September und Oktober 2010 im Rahmen einer Gesamtbestandsermittlung des Fauna-Flora-Habitat-Lebensraumtyps 3190 „Gipskarstseen auf gipshaltigem Untergrund“ in Hessen untersucht worden. Festgestellt wurde, dass das Wasser des Sees zumindest bis zu einer Tiefe von 3,6 Metern vollständig durchmischt und schwach alkalisch ist und durch eine leichte Sauerstoffuntersättigung gekennzeichnet wird. Wegen der geringen Leitfähigkeit wurde das Vorhandensein von Calciumsulfat-Wasser ausgeschlossen. Aus Sicht der Bearbeiter gehört der Denser See daher nicht zu den in Deutschland seltenen Gipskarstseen.

## Schutz und Pflege
Vergleichsweise früh wurde der Denser See zu einem Naturdenkmal erklärt. Mit der I. Nachtragsverordnung zur Sicherung von Naturdenkmalen im Kreise Rotenburg a/F. vom 19. November 1937 ist er mit Zustimmung der höheren Naturschutzbehörde in das Naturdenkmalbuch eingetragen worden und hat
damit den Schutz des Reichsnaturschutzgesetzes erhalten. Die letzte Fortschreibung wird auf den 15. August 1984 datiert. Auch als Biotop mit besonderer Bedeutung wird der See gesetzlich geschützt.
Im Laufe der Jahre wuchsen Bereiche um den See und seine Felsen immer mehr zu. Um den Wildwuchs, der die Magerrasenarten bedrohte, zu beseitigen, arbeiteten Mitglieder der Freiwilligen Feuerwehr Dens mit Rodungsarbeiten einen Pflegeplan der Unteren Naturschutzbehörde ab. Seit dem Spätsommer 2015 beweiden Ziegen die Flächen um den See, um den Lebensraum für die an ihn angepassten Vögel, Kleinsäuger und Insekten zu erhalten.

## Besucherhinweise

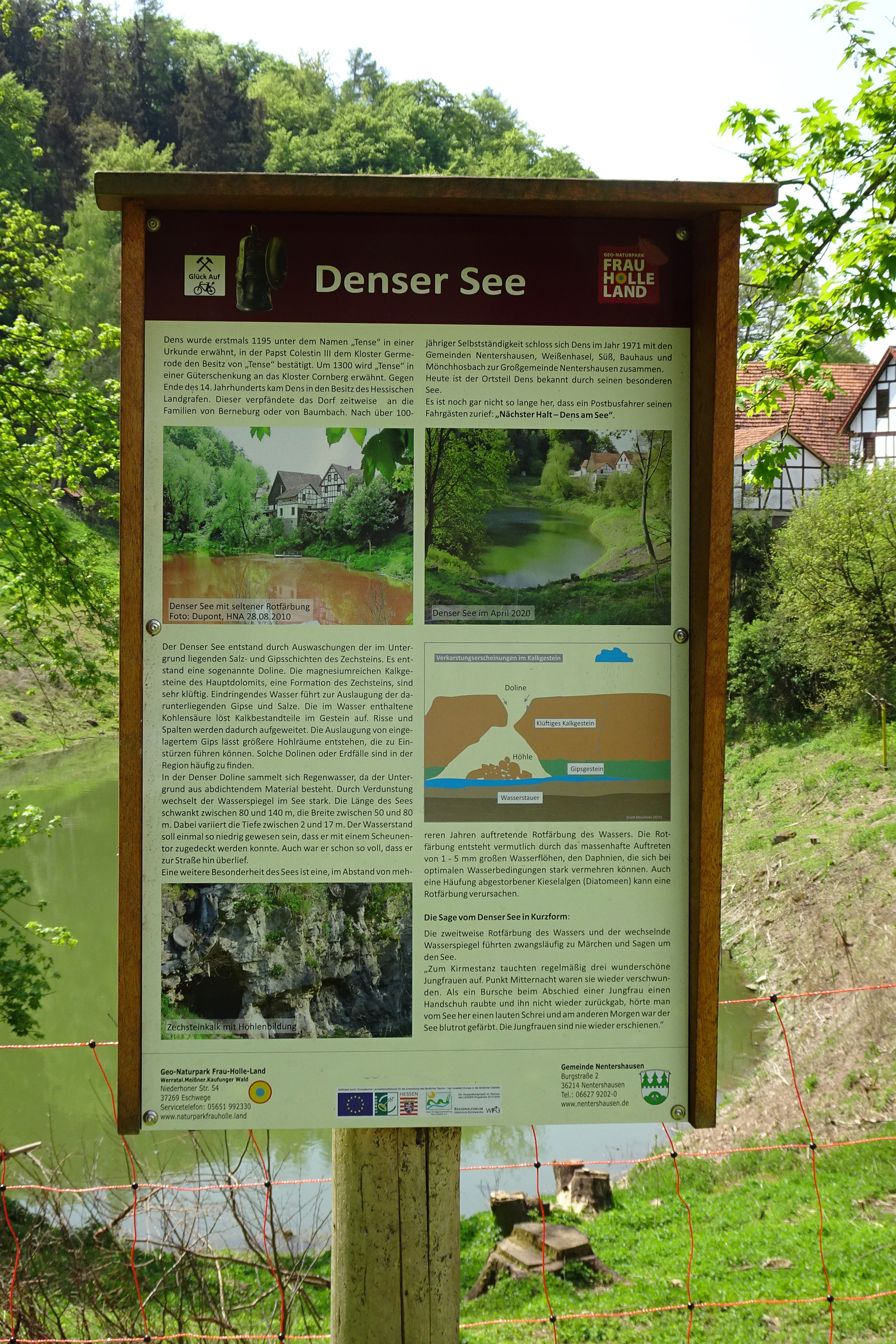
Informationstafel des Geo-Naturparks Frau-Holle-Land und der Gemeinde Nentershausen

- Ein naturbelassener Fußweg führt an dem Ostufer des Denser Sees entlang. Am Weg informiert eine Schautafel über die Besonderheiten des Sees.
- Der Fernwanderweg „Wartburgpfad“ mit dem Wegzeichen X9 verläuft rund 200 km lang von Hatzfeld an der Eder zur Wartburg bei Eisenach. Auf der Etappe von Rotenburg nach Nentershausen kann der See besucht werden.
- Der „Glück-Auf-Radweg“ verbindet mit einer Länge von 36 km die mit dem Kupferschieferbergbau eng verbundenen Orte Cornberg, Nentershausen, Solz und Sontra. Am Radweg liegt auch der Denser See.[13]